# کالین گیلسپی
کالین گیلسپی (انگلیسی: Collin Gillespie؛ زادهٔ ۲۵ ژوئن ۱۹۹۹) بازیکن بسکتبال اهل ایالات متحده آمریکا است.
وی در مسابقات کشوری و بین‌المللی در مجموع برندهٔ ۱ مدال برنز شده‌است.